# Marłuty
Marłuty (niem. Marlutten) – osada w Polsce położona w województwie warmińsko-mazurskim, w powiecie kętrzyńskim, w gminie Korsze.
W latach 1975–1998 miejscowość administracyjnie należała do województwa olsztyńskiego.
Do końca roku szkolnego 1972/73 we wsi tej działał punkt filialny Szkoły Podstawowej w Sątocznie.